# Phobetes szepligetii
Phobetes szepligetii là một loài tò vò trong họ Ichneumonidae.